# Aguada de Salín
Aguada de Salín är en källa i Chile.   Den ligger i regionen Región de Antofagasta, i den norra delen av landet, 1 000 km norr om huvudstaden Santiago de Chile. Aguada de Salín ligger 4 117 meter över havet.
Terrängen runt Aguada de Salín är varierad, och sluttar västerut. Trakten runt Aguada de Salín är nära nog obefolkad, med mindre än två invånare per kvadratkilometer.. Det finns inga samhällen i närheten.
Trakten runt Aguada de Salín är ofruktbar med lite eller ingen växtlighet.